# 藍謝堂
藍謝堂（らんしゃどう）、または藍謝塾は、1871年（明治4年）に実業家・高島嘉右衛門が現在の神奈川県横浜市に開設した私設学校。横浜町学校、高島学校とも称された。

## 概略
旧暦・明治4年7月（1871年）、高島は神奈川県庁宛に、「六七歳以上童男女、貧富トモ容易ニ」入学できる私設学校の設立願を提出、県より「以自費取建申度段、奇特ニ付」として許可され、同年11月に新設・開校したとされる。
校舎は伊勢山下（現・西区宮崎町）と入船町（高島邸の敷地内か）に3万3千両余の私財を投じて建設され、前者は洋風木造二階建（後者の詳細は不明）で、新暦・1873年（明治6年）6月には、小学校として登槐舎が新設された。
入学案内書と思われる明治4年刊『横浜町学校之記』によれば、「入社金」3両、市民だけでなく「洋学に志篤き者ハ其身分を問ハす遠方の人」の入学も許可した。教授学科は「第一英語学并に数学／第二英書講学／第三訳書講学／第四手習」で、第一科のみ外国人教師が担当。月額授業料は、第一・第二科兼修は3両、第二・第三科兼修は2両、第三科下等・第四兼修は2分、第四科のみは1分、但し生活困窮者は応相談とされた。
第一科の外国人教師には、アメリカ人宣教師J・H・バラ（半年後に実弟J・C・バラ着任）及び大学南校教師だったスイス人カデルリーが就任、英語だけでなく仏語・独語を含む3か国語が教授された。一方、日本人教師として、当初高島は福澤諭吉に監督を依頼したが、福澤が断わり、代わりに慶應義塾の門弟が教師として派遣された（慶応義塾の資料によれば、「高島塾」で教えた塾生は以下の通り：名児耶六都、岩田蕃、坪井仙次郎、海老名晋、村尾眞一、荘田平五郎、小幡篤次郎、小幡甚三郎、浜尾新、久保田真一、吉村寅太郎、三沢恭哉、小田亨、赤星某）。また、別に漢学教師として、今川當五郎・坂戸小八郎が務めたという。
1873年（明治6年）1月、高島は学校設立の功績が認められ、賞状及び三つ組銀盃を下賜された。生徒数は700人を擁する一方、財政的には月々2百両の赤字であったとされ、高島は開校2年にして同校を神奈川県に譲渡、同年11月に修文館と合併され、市中共立修文館と改称・継承された。その後、伊勢山下の洋風校舎は翌1874年（明治7年）1月に焼失、校舎が再建されることはなかった（以後の経緯は修文館を参照）。
主な出身者は、岡倉天心、寺内正毅、小田喜代蔵、得能通昌、本野一郎、宮部金吾、内藤久寛、増田増蔵、渡部鼎など。